# Jiangmen
Jiangmen (chiń. 江门; pinyin Jiāngmén) – miasto o statusie prefektury miejskiej w południowych Chinach, w prowincji Guangdong, port śródlądowy i kabotażowy w delcie Rzeki Perłowej. W 2010 roku liczba mieszkańców miasta wynosiła 631 850. Prefektura miejska w 1999 roku liczyła 3 798 405 mieszkańców. Ośrodek przemysłu cukrowniczego, rybnego, maszynowego i papierniczego.
Siedziba rzymskokatolickiej diecezji Jiangmen.

## Historia
Port w Jiangmen został otwarty dla zachodnich statków w 1904 roku. Wraz z otwarciem na świat rozpoczął się dynamiczny rozwój miasta. W mieście zaczęto wznosić budynki w stylu zachodnim; rozbudowano też port morski. Rozwój miasta jest oparty w znacznej mierze na handlu morskim.
Miasto otrzymało prawa miejskie w 1951 roku a wkrótce potem stało się siedzibą prefektury.

## Geografia
Miasto leży nad rzeką Xi Jiang, na wschód od delty Rzeki Perłowej, około 100 kilometrów od Kantonu.
Miasto leży w strefie klimatu subtropikalnego z wpływami prądów monsunowych. Średnia roczna amplituda temperatury w Jiangmen wynosi 21,8 °C.

## Podział administracyjny
Prefektura miejska Jiangmen podzielona jest na:
- 3 dzielnice: Xinhui, Pengjiang, Jianghai,
- 4 powiaty: Enping, Taishan, Kaiping, Heshan.

## Gospodarka
Miasto szybko się rozwija oraz dynamicznie pozyskuje nowych inwestorów. Zarząd miasta otrzymuje pomoc od władz centralnych na rozwój informatyzacji miasta oraz rozwoju nowych technologii.
Miasto posiada własną dzielnicę biznesową a ścisłe centrum podzielone jest na dwie rozwijające się dzielnice handlowe. Wokół jeziora Yinzhou powstają nowe fabryki oraz przedsiębiorstwa przemysłu lekkiego. Region na północ od jeziora osiąga najlepsze wskaźniki rozwoju i właśnie tam lokują swój kapitał strategiczni inwestorzy.
W innych częściach miasta ulokowano inne gałęzie gospodarcze, takie jak przemysł motoryzacyjny, elektroniczny, przetwórczy oraz papierniczy. Na południu miasta w ostatnich latach powstały olbrzymie fabryki pralek i innych produktów AGD, wyrobów elektronicznych firmy ABB oraz przetwórstwa żywności Lee Kum Kee.
Jiangmen jest największym portem rzecznym w prowincji Guangdong. Wokół portu rozwinął się przemysł stoczniowy oraz petrochemiczny.